# David Gross
David Jonathan Gross (sinh ngày 19 tháng 2 năm 1941) là một nhà lý thuyết lý thuyết người Mỹ và nhà lý thuyết dây. Cùng với Frank Wilczek và David Politzer, ông đã được trao Giải Nobel Vật lý năm 2004 vì đã phát hiện ra sự tự do cận thị. Ông là cựu giám đốc và chủ tịch hiện tại của Chủ tịch Frederick W. Gluck về Vật lý Lý thuyết tại Viện Kavli về Vật lý Lý thuyết của Đại học California, Santa Barbara. Ông cũng là thành viên khoa tại Phòng Vật lý UC Santa Barbara và hiện đang là thành viên của Học viện Nghiên cứu lượng tử Đại học Chapman ở California. Ông là thành viên nước ngoài của Học viện Khoa học Trung Quốc.

## Tiểu sử
Gross sinh ra trong một gia đình Do Thái ở Washington, D.C. vào ngày 19 tháng 2 năm 1941. Cha mẹ của ông là Nora (Faine) và Bertram Myron Gross (1912-1997). Gross nhận bằng cử nhân và bằng thạc sĩ từ Đại học Hebrew ở Jerusalem, Israel vào năm 1962. Ông nhận bằng tiến sĩ Trong vật lý từ Đại học California, Berkeley, vào năm 1966 dưới sự giám sát của Geoffrey Chew. 
Ông là Junior Fellow tại Đại học Harvard và là giáo sư tại Đại học Princeton cho đến năm 1997. Ông là người nhận MacArthur Foundation Fellowship năm 1987, Huân chương Dirac năm 1988 và Giải Harvey năm 2000. 
Vào năm 1973, GS Gross, làm việc với sinh viên đầu tiên của ông, Frank Wilczek, tại Đại học Princeton, phát hiện ra sự tự do tiệm cận, cho rằng các quark gần nhau hơn với nhau, sự tương tác mạnh mẽ (hoặc phụ thuộc màu sắc) giữa chúng; Khi các quark ở cực gần, lực hạt nhân giữa chúng rất yếu đến mức chúng hoạt động gần giống như các hạt tự do. Sự tự do tiệm cận, được phát hiện một cách độc lập bởi Politzer, rất quan trọng cho sự phát triển của động lực học lượng tử.
Gross, cùng với Jeffrey A. Harvey, Emil Martinec, và Ryan Rohm cũng đã xây dựng lý thuyết về chuỗi dị thường. Bốn người này được gọi một cách kỳ quặc là "Quartet String Quartet" của Princeton. 
Năm 2003, Gross là một trong 22 người đoạt giải Nobel ký Tuyên ngôn Nhân chủng. Gross là một người vô thần. 
Gia đình